# Petz

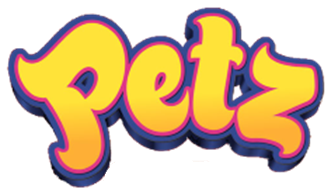
Logotipo de Petz.

Petz es una serie de juegos datados en 1996 en el cual el jugador puede adoptar, criar, y cuidar su propia mascota virtual. El jugador puede elegir dogz (perros), catz (gatos) o ambos, así como una pequeña selección de otros animales como pigz (cerdos), horsez (caballos) y bunniez (conejos).
El jugador empieza el juego visitando el Centro de adopción, donde elige su animal preferido, de sexo aleatorio, el que saldrá para poder jugar. Una vez que encuentra su mascota, el usuario puede adoptarlo y ponerle un nombre a su nuevo perrito o gatito. Alrededor de tres días después (en tiempo real), las mascotas se vuelven adultas. Las mascotas adultas pueden criar y tener gatitos o perritos.
En el juego hay varios juguetes, recipientes con agua y comida, y tratos (dulces) disponibles. Las mascotas pueden aprender trickz (trucos) y obtener recompensas como cosquillas y tratos, o entrenarlos para que no hagan algo usando el castigo, una botella de agua. Las mascotas deben ser vigiladas apropiadamente, el abuso o la negligencia puede hacer que las mascotas escapen.
Los jugadores pueden compartir sus mascotas con otros jugadores que tenga el juego. Cada versión permite la importación de las mascotas de todas las versiones anteriores. También existe una función de cámara, permitiendo "fotografías" de mascotas, para tomarlas y guardarlas como archivos BMP.

## Historia del juego
El juego está disponible en diferentes versiones, y, incluso existe una versión en la cual pueden instalar perros y gatos, los que pueden jugar (o pelear) juntos.

### DogzyCatz
Dogz fue lanzado por PF Magic en el otoño de 1995. Había disponibles cinco perritos y una pequeña variedad de juguetes. el juego, aunque era bastante sencillo, fue el primero de muchos títulos en la serie.
Un año después, en la primavera de 1996, se lanzó Catz, el cual tenía gráficos mejorados y una mayor selección de juguetes. El juego traía dos mejoras principales, un "protector de pantalla" y el "Modo escritorio" en el cual el perro podía "vivir" en el escritorio del computador en vez del lugar normal de juego. Estos elementos fueron incluidos en los juegos siguientes. Los dos juegos están disponibles para Windows y para Macintosh.

### Petz II
Petz II, fue publicado en 1997 por Mindscape, tenía cinco gatos y cinco perros, expansibles a diez con un paquete de expansión. También ofrece un enorme cantidad de juguetes en una nueva caja de juguetes.

### Petz 3
En 1998 Mindscape compró PF Magic y Petz 3 fue lanzado. Entre sus nuevos elementos se incluyen un ropero, que permite vestir a tu mascota con faldas, polerones, chaquetas y gorros, y nuevos escenarios, como la playa, el patio, la sala familiar y la cocina.

### Petz 4
Petz 4 fue lanzado en 1999 y permitió a las mascotas viajar alrededor del mundo. Los nuevos escenarios incluían Arabia, un circo, la nieve, las islas de los mares del sur, y el salvaje Oeste y cada uno tenía una mascota anfitriona. Este juego fue el único en incluir reconocimiento de voz, entonces la mascota podía ser entrenada para responder a las órdenes de voz del usuario. 

### Dogz & Catz GBC
En el 2000, Mindscape produjo Dogz GBC and Catz GBC: Dogz y Catz para el Game Boy Color.

### Petz 5
Fue desarrollado en 2002 por Studio Mythos para Ubisoft Entertainment.

## Títulos relacionados
- OddballPetz (Odd-Petz)
- Oddballz
- Babyz
- Ballz
- Nintendogs

### Papers
- Socially Intelligent Virtual Petz

- Datos: Q2303375